# 第26回国民体育大会
第26回国民体育大会（だい26かいこくみんたいいくたいかい）は、1971年（昭和46年）に開催された国民体育大会である。
秋季大会は和歌山県和歌山市の紀三井寺運動公園陸上競技場を主な会場として開催された。夏季・秋季大会のスローガンは「明るく・豊かに・たくましく」。
和歌山県では、2015年にも第70回記念国民体育大会（紀の国わかやま国体）が開催される。2巡目の国体開催は実に44年ぶり。

## 大会概要
| 季    | 期間                      | 開催地           | 競技数 | 参加者数 |
| ----- | ------------------------- | ---------------- | ------ | -------- |
| 冬    | 1971年1月23日 - 1月26日   | 青森県八戸市     | 1      | 1,710    |
| 冬    | 1971年2月19日 - 2月23日   | 秋田県田沢湖町   | 1      | 1,963    |
| 夏    | 1971年9月5日 - 9月8日     | 和歌山県和歌山市 | 3      | 3,616    |
| 秋    | 1971年10月24日 - 10月29日 | 和歌山県         | 28     | 16,689   |
| 合 計 | 合 計                     | 合 計            | 34     | 23,978   |

## 実施競技
- 陸上競技
- 水泳
- サッカー
- スキー
- テニス
- 漕艇
- ホッケー
- ボクシング
- バレーボール
- 体操
- バスケットボール
- スケート
- レスリング
- ヨット
- ウェイトリフティング
- ハンドボール
- 自転車競技
- ソフトテニス
- 卓球
- 軟式野球
- 相撲
- 馬術
- フェンシング
- 柔道
- ソフトボール
- バドミントン
- 弓道
- ライフル射撃
- 剣道
- ラグビー
- 高校野球

## 冬季大会

### スケート競技会
第26回国民体育大会冬季大会スケート競技会は、1月23日～1月26日に青森県八戸市で行われた。

#### 実施競技・会場一覧
| 競技名   | 競技名         | 会場地 | 会場               |
| -------- | -------------- | ------ | ------------------ |
| スケート | スピード       | 八戸市 | 長根スケートリンク |
| スケート | フィギュア     | 八戸市 | 長根スケートリンク |
| スケート | アイスホッケー | 八戸市 | 長根スケートリンク |

### スキー競技会
第26回国民体育大会冬季大会スキー競技会は、2月19日～2月23日に秋田県田沢湖町で行われた。テーマは「あすへのシュプール」、スローガンは「雪に鍛えて冬を明るく」。

#### 実施競技・会場一覧
| 競技名 | 会場地   | 会場              |
| ------ | -------- | ----------------- |
| スキー | 田沢湖町 | 田沢湖スキー場 他 |

## 総合成績

### 天皇杯
- 1位 - 和歌山県
- 2位 - 大阪府
- 3位 - 埼玉県

### 皇后杯
- 1位 - 大阪府
- 2位 - 和歌山県
- 3位 - 東京都